# جشنواره هایفست
جشنواره بین‌المللی هنرهای نمایشی هایفست (به انگلیسی: HighFest | به ارمنی: Հայֆեստ) در سال ۲۰۰۳ تأسیس شد. این جشنواره توسط سازمان غیردولتی اتحادیه بازیگران ارمن برگزار می‌شود.

## شکل‌گیری
جشنواره هایفست با هدف آوردن کمپانی‌های هنری و معرفی هنر جهان به ارمنستان و معرفی فرهنگ و هنر ارمنستان به افرادی که به واسطه این فستیوال به این کشور می‌آیند شروع به کار کرد. در سال‌های اخیر این فستیوال به‌طور گسترده‌ای گسترده شده و طیف وسیع تری از هنرمندان را به خود جذب کرده است. این جشنواره، مهم‌ترین جشنواره در میان کشورهای عضو شوروی سابق به جز مسکو به حساب می‌آید.

## زمان برگزاری
جشنواره بین‌المللی هنرهای نمایشی هایفست هرسال از ۹ تا ۱۶ مهر ماه برابر با یکم تا هشتم اکتبر میلادی در شهر ایروان ارمنستان میزبان گروه‌های نمایشی است.

## گروه‌های ایرانی
هر سال گروه‌های زیادی از ایران به دلیل همسایه بودن دو کشور ایران و ارمنستان و سهولت سفر به این کشور در این جشنواره شرکت می‌کنند. از مهم‌ترین آنها می‌توان به گروه تئاتر تی تووک به سرپرستی ابراهیم پشت کوهی، گروه دیماک به سرپرستی آلبرت بیگجانی و گروه مختلفات به سرپرستی آرمان شیرالی نژاد و آراد انتظار نام برد. همچنین آرتور قوکاسیان دبیر و پایه‌گذار این جشنواره در مصاحبه‌ای دربارهٔ سیاست کاری جشنواره گفت الویت جشنواره در انتخاب گروه‌های دعوت شده به آن، انتخاب از کشورهای همسایه مانند ایران و گرجستان بوده چرا که مایلند ارتباطشان را با تئاتر کشورهای همسایه حفظ کنند.

## گستردگی
در سال‌های اخیر این جشنواره گسترش یافته است تا نه تنها تئاتر، بلکه سایر اشکال هنرهای نمایشی را نیز شامل شود. از سال ۲۰۰۶، جشنواره بین‌المللی تئاتر هایفست اجراهایی را در تمامی ژانرهای هنرهای نمایشی از جمله تئاتر درام، کمدی، مایم، حرکت، سیرک، نمایش‌های خیابانی، تئاتر خاص و همه‌جانبه، تئاتر عروسکی، تئاتر سایه، و تئاتر چند رسانه‌ای ارائه خواهد کرد. همچنین رقص، حرکات معاصر و موسیقی مانند اپرا، موسیقی کلاسیک، تئاتر موزیکال، موسیقی معاصر، موسیقی جاز، موسیقی فولک و سایر اشکال هنرهای نمایشی نیز در این جشنواره حضور دارند.

## بودجه
با وجود این که جشنواره هایفست ان جی او است اما پشتیبانی دولتی هم می‌شود. بودجه این جشنواره به‌طور کل از مصوبه‌ای تعیین شده برای وزارت فرهنگ ارمنستان و دیگر اسپانسرها که دولتی و نیمه دولتی هستند تأمین می‌شود. همچنین بسیاری از کشورها مانند انگلستان، فرانسه و آمریکا از طریق کنسولگری خود، هزینه سفر گروه‌های هنری کشور خود را می‌پردازند.